# Annelien Van Wauwe

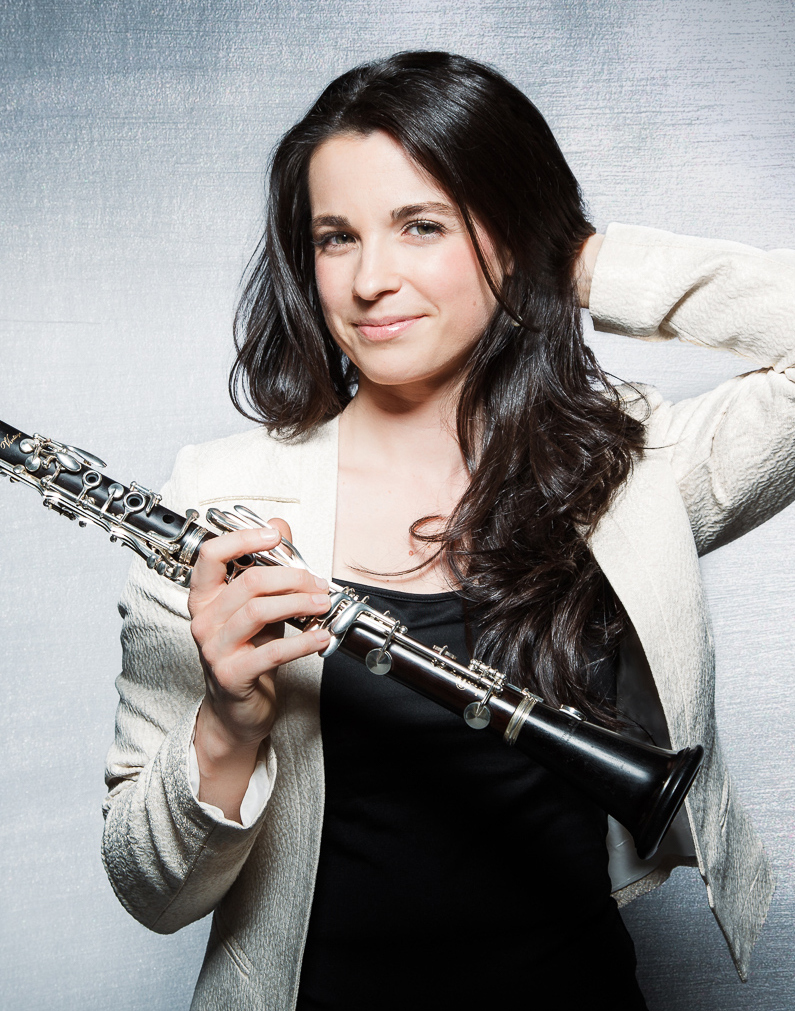
Annelien Van Wauwe (2019)

Annelien Van Wauwe (geboren 5. Juni 1987 in Hamme) ist eine belgische Klarinettistin und Musikpädagogin.

## Leben und Wirken
Annelien Van Wauwe erhielt im Alter von acht Jahren ersten Klarinettenunterricht. Sie begann ihr Studium 2005 bei Sabine Meyer an der Musikhochschule Lübeck. Nach dortigem Abschluss setzte ihre Ausbildung 2009 am Pariser Konservatorium bei Pascal Moraguès und ab 2010 an der Accademia di Santa Cecilia in Rom bei Alessandro Carbonare fort und studierte anschließend an der Hochschule für Musik Hanns Eisler Berlin bei Ralf Forster und Wenzel Fuchs. Sie absolvierte zudem eine Meisterklasse bei Yehuda Gilad in Los Angeles. Im Bereich der historischen Aufführungspraxis studierte sie klassische Klarinette am Pariser Konservatorium bei Eric Hoeprich und an der Musikhochschule Trossingen bei Ernst Schlader.
Stipendien erhielt Van Wauwe von der belgischen Young Talented Musicians Foundation (2004–2005), der Kammermusikstiftung Villa Musica, Rheinland-Pfalz, der Oskar und Werner Ritter-Stiftung, der Ad-Infinitum-Stiftung an der Universität der Künste Berlin, der Vocatio Brüssel, der Dortmunder Mozart-Gesellschaft, vom Deutschen Musikwettbewerb sowie vom Yamaha-Wettbewerb für Holzbläser in Berlin.
Während ihres Studiums wirkte sie als Klarinettistin in verschiedenen Jugendorchestern, spielte 2009 im Orchestre de Paris unter Christoph Eschenbach und war anschließend Soloklarinettistin des Gustav Mahler Jugendorchesters. 2015 war sie Artist in Residence der BBC im BBC-New-Generation-Artist-Program.
Van Wauwe konzertierte als Solistin international, unter anderem in der Tonhalle Zürich, dem Palais des Beaux-Arts de Bruxelles, dem Konzerthaus Berlin, dem Wiener Konzerthaus, im Concertgebouw Amsterdam und der Londoner Wigmore Hall. Dabei arbeitete sie mit Orchesternzusammen wie zum Beispiel dem Radio-Sinfonieorchester Stuttgart des SWR, dem Symphonieorchester des Bayerischen Rundfunks, dem Münchener Kammerorchester, dem BBC Philharmonic Orchestra, dem Royal Liverpool Philharmonic Orchestra und den Brüsseler Philharmonikern. 2018 interpretierte sie Mozarts Klarinettenkonzert mit dem BBC Scottish Symphony Orchestra unter Thomas Dausgaard bei den BBC Proms in der Royal Albert Hall.
Regelmäßig gastiert sie bei Festivals wie dem Lucerne Festival, dem Schleswig-Holstein Musik Festival, dem Kissinger Sommer, den Festspielen Mecklenburg-Vorpommern und dem Montpellier Festival. Sie ist auch kammermusikalisch tätig und gehörte 2018 zu den Mitbegründern des Brüsseler Kammermusikensembles Carousel.
Van Wauwes Interesse gilt der klassischen wie der zeitgenössischen Musik. So widmete Manfred Trojahns ihr 2017 seine Sonata V, die sie in Zürich erstaufführte und für BBC Radio 3 aufnahm. Aus ihrer Beschäftigung mit Yoga resultierte die Auftragskomposition Sutra von Wim Henderickx, ein Klarinettenkonzert basierend auf Atem und Meditation.
2018 wurde Van Wauwe zur Dozentin für historische und moderne Klarinette an das Königliche Konservatorium Antwerpen (Teil der Artesis Hogeschool Antwerpen) berufen.

## Instrumente
Van Wauwe spielt Vintage-Klarinetten in B und A von Buffet Crampon, optimiert durch einen deutschen Klarinettenbauer (Tief-E-Verbesserung hinzugefügt). Das Mozartkonzert spielt sie auf einer modernen Bassettklarinette; einer mit einem längeren Unterstück versehene Prestige von Buffet Crampon.

## Preise
- 2004: Gewinnerin des Internationalen Marco Fiorindo Wettbewerbs in Turin[15]
- 2005: Gewinnerin des Axion Classics Dexia Wettbewerbs in Brüssel
- 2007: Gewinnerin des Internationalen Musikwettbewerbs für die Jugend in Oldenburg, bei dem sie auch einen Sonderpreis erhielt[16]
- 2009: 3. Preis beim Internationalen Klarinettenwettbewerb der Musikhochschule Freiburg[17]
- 2012: Gewinnerin des Internationalen Louis-Spohr-Wettbewerbs in Kassel.[18]
- 2012: Preisträgerin der sechsten Ausgabe des Internationalen Audi Mozart-Wettbewerbs in Rovereto
- 2012: Preisträgerin des Internationalen Klarinettenwettbewerbs in Lissabon[19]
- 2012: 2. Preis beim Internationalen Musikwettbewerb der ARD (ein erster Preis wurde nicht vergeben)[20]
- 2015: Preis des VRT-Kulturkanals des öffentlich-rechtlichen flämischen Senders Radio Klara
- 2018: Preis der Borletti-Buitoni-Stiftung[21]
- 2020: Opus Klassik als Nachwuchskünstlerin (Klarinette)[22]

## Diskografie (Auswahl)
- Weinberg – Prokofjev. Clarinet Sonatas. Klarinettensonaten von Mieczyslaw Weinberg und Sergei Prokofiev. Mit Lukas Blondeel, Klavier (Genuin classics; 2015)
- Belle époque. Werke von Debussy, Trojahn, Pierné, Brahms, Widor. Orchestre National de Lille, Dirigent: Alexandre Bloch (Pentatone; 2019)